# Große Choral-Synagoge

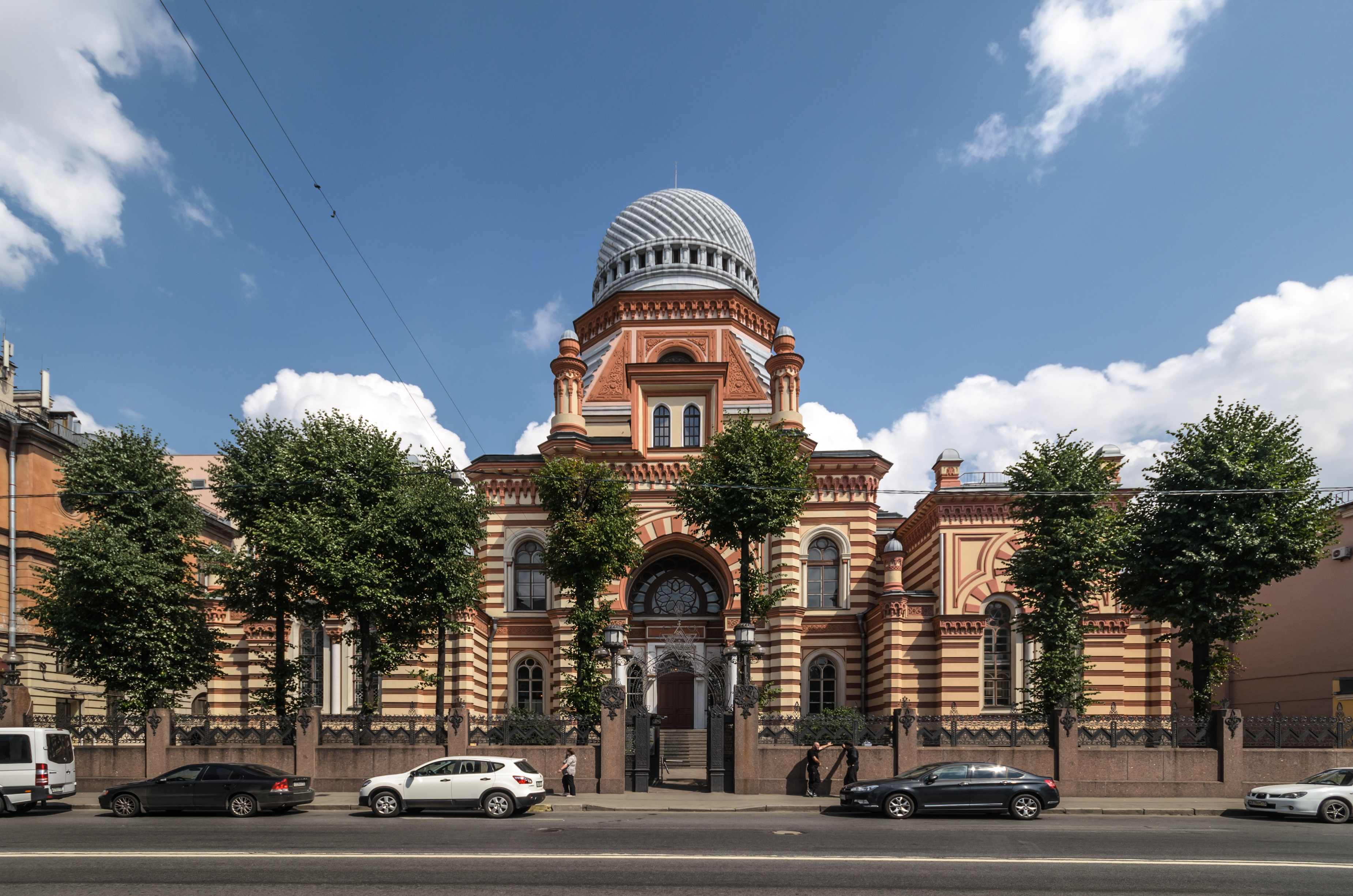
Große Choral-Synagoge, St. Petersburg

Die Große Choral-Synagoge ist eine Synagoge in der russischen Stadt St. Petersburg. Sie wurde in den Jahren 1880 bis 1893 im maurischen Stil erbaut. Sie befindet sich am Lermontowski Prospekt 2 im Kolomna-Viertel westlich des Krjukow-Kanals. Die Synagoge gehört heute zur orthodoxen Gemeinde Petersburg. In den Jahren 2000 bis 2005 wurde die Synagoge aufwendig renoviert.

## Entstehungsgeschichte
Anlass für den Bau war weniger der Bedarf nach einem großen Bethaus, denn effektiv praktiziert wurde die Religiosität vielmehr in vielen kleinen Betstuben, die nachbarschaftlich und beruflich organisiert waren, vielmehr manifestierte sich in der neuen Synagoge eher das Repräsentationsbedürfnis der Petersburger jüdischen Oberschicht, die dem Reformjudentum zuneigte. So fanden die Gottesdienste denn von Beginn an auch nach reformiertem Ritus statt. Die Planung des Baus wurde von einer heftigen Diskussion zwischen Befürwortern und Gegnern begleitet, an der sich Juden und Nichtjuden gleichermaßen beteiligten, nicht aber die Chassidim und andere Orthodoxe. Der Kunstkritiker Wladimir Wassiljewitsch Stassow propagierte den maurischen Stil, weil in ihm die mittelalterlichen Synagogen der spanischen Juden errichtet worden waren, und wollte im zukünftigen hauptstädtischen Synagogenbau ebenfalls die Weltoffenheit und multiethnische Vielfalt des russischen Imperiums ausgedrückt sehen (gleichzeitig entstanden auch eine Moschee und ein buddhistisches Kloster in Petersburg). Andere verwarfen das Streben nach einem «genuin jüdischen» Baustil und sprachen sich für «assimilierende» Bauformen, also im Sinn russisch-orthodoxer Gestaltgebung, aus. Der Zar Alexander II. drängte auf eine Verkleinerung des Repräsentationsbaus, und der Gouverneur wollte die Synagoge schließlich an einem weniger prominenten Platz errichtet sehen. So vergingen insgesamt 24 Jahre zwischen der Genehmigung dieses zentralen jüdischen Monuments (1869) bis zu seiner Einweihung im Jahr 1893. In Sankt Petersburg leben heute etwa 90.000 Juden.